# Antoine Sibierski
Antoine Sibierski (født 5. august 1974 i Lille, Frankrig) er en fransk tidligere fodboldspiller (midtbane). Han spillede for blandt andet Lille og Nantes i hjemlandet, samt for Manchester City og Newcastle i den engelske Premier League. Han vandt to udgaver af pokalturneringen Coupe de France med Nantes.

## Titler
Coupe de France
- 1999 og 2000 med FC Nantes

UEFA Intertoto Cup
- 2006 med Newcastle